# Mohabadargomba
A mohabadargomba (Deconica montana) a harmatgombafélék családjába tartozó, Eurázsiában, Dél- és Észak-Amerikában honos, erdei mohapárnákon élő, nem ehető gombafaj.

## Megjelenése
A mohabadargomba kalapja 0,5-1,5 cm széles, alakja félgömbös vagy domború, idősen közel laposra kiterül; közepén alacsony púp lehet. Színe sötét vörösbarna, sárgásbarna, szárazon erősen kifakul. Felszíne nedvesen tapadós. Széle áttetszően bordás. A kalapbőr nem lehúzható.
Húsa vékony, színe halvány barnássárga. Szaga nem jellegzetes, íze kissé fanyar vagy kesernyés.
Lemezei tönkhöz nőttek vagy kissé lefutók. Színük eleinte szürke, később barna, a lemezélek fehérek, éretten sötétbarnák.
Tönkje 1-3 cm magas és 0,1-0,2 cm vastag. Színe a kalapéval egyezik, világosabb szálakkal. Néha vékony, könnyen lekopó vélummaradvány gallérzóna látható rajta.
Spórapora sötét szürkésbarna. Spórája elliptikus vagy mandula alakú, sima, mérete 7,5-9 x 4,5-5,5 µm. 

### Hasonló fajok
Hasonlít hozzá a fényes badargomba, a gyakori szemétgomba vagy egyes haranggomba (Conocybe) fajok. 

## Elterjedése és termőhelye
Eurázsiában, Észak- és Dél-Amerikában honos. Magyarországon helyenként nem ritka.
Savanyú talajú lombos vagy tűlevelű erdőkben él, ahol a mohapárnákon nő egyesével vagy csoportosan. A hűvös vagy hegyvidéki élőhelyeket kedveli. Májustól novemberig terem. 
Nem ehető, egyes rokonaitól eltérően hallucinogén anyagokat sem tartalmaz. 

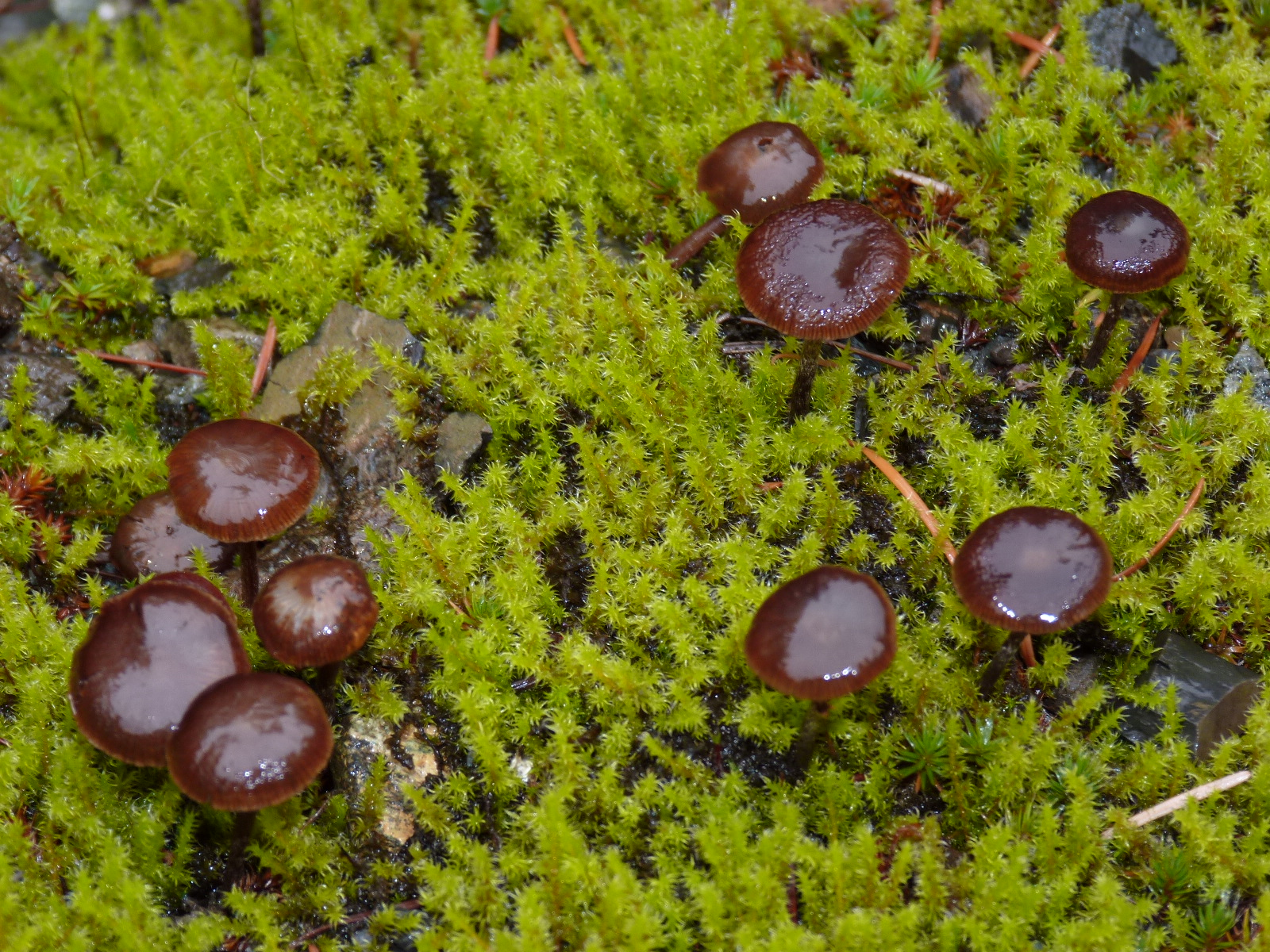
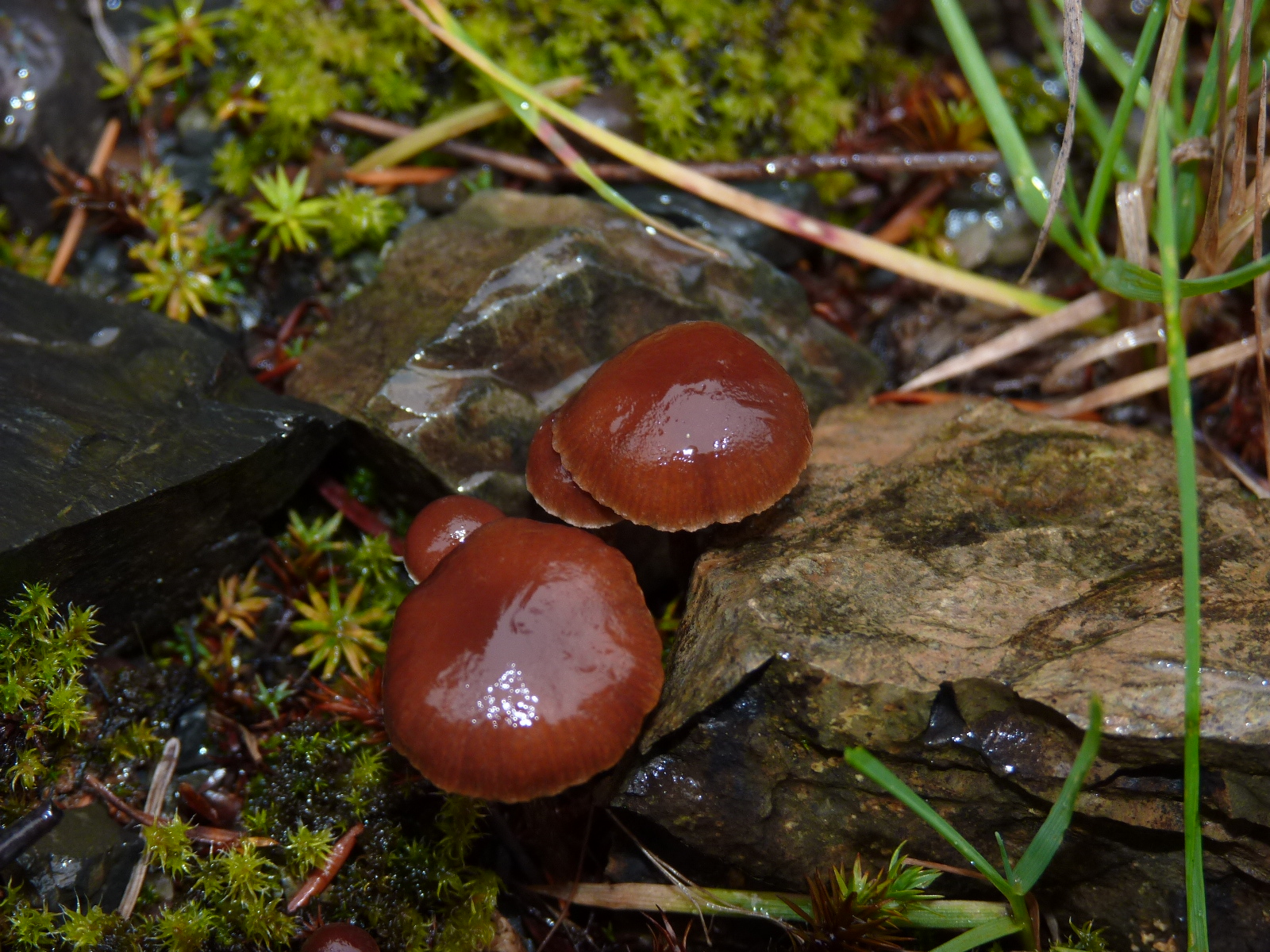
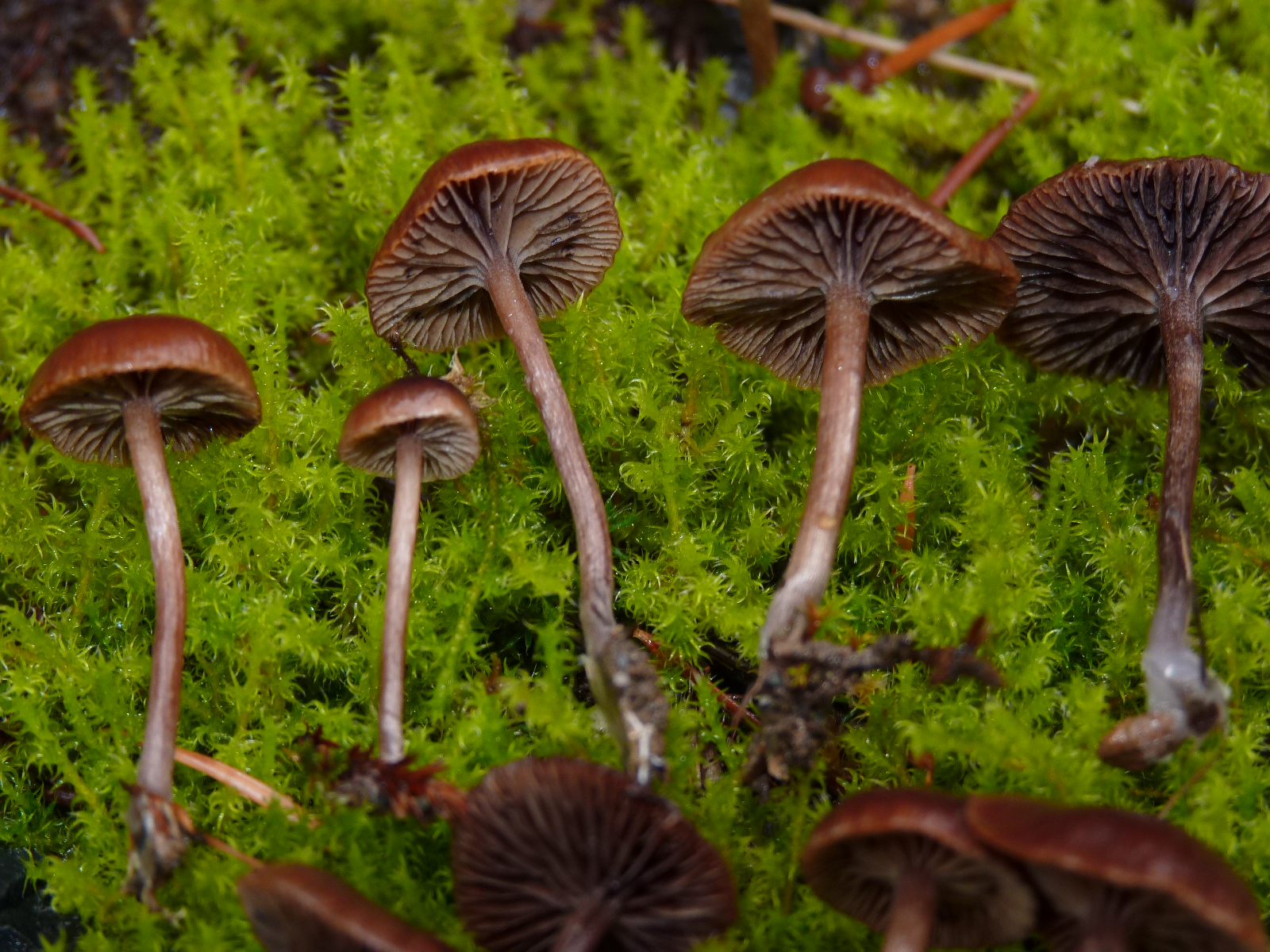
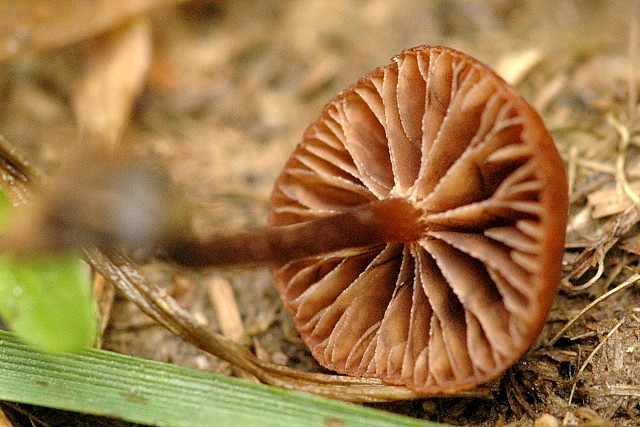
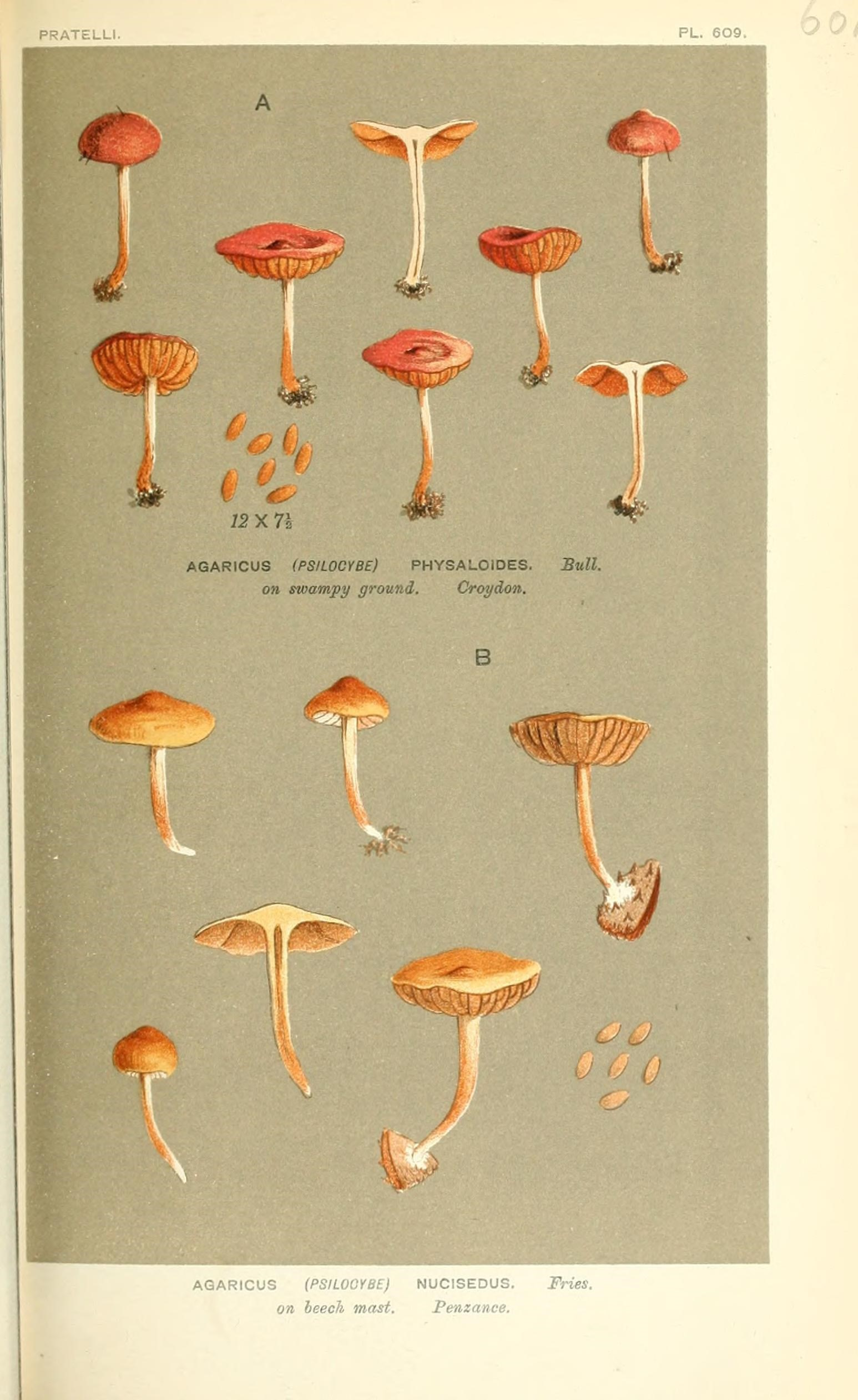